# Sprague
Sprague är en kommun (town) i New London County i delstaten Connecticut, USA. Vid folkräkningen år 2000 bodde 2 971 personer på orten. Den har enligt United States Census Bureau en area på totalt 35,7 km² varav 1,6 km² är vatten.